# محمد طاهر القمي الشيرازي
الشيخ محمد طاهر بن محمد حسين القمّي الشيرازي النجفي (القرن الحادي عشر الهجري (1). - 1098 هـ). هو رجل دين وفقيه ومُحدّث ومتكلم شيعي إيراني، وصاحب مؤلفات عديدة.

## تلامذته
تتلمذ على يديه عدد من رجال الدين الذين أصبح لهم فيما بعد أكبر التأثير على العالم الشيعي، وكان منهم:
1. الحر العاملي.
2. محمد باقر المجلسي.

## وفاته
تُوفّي عام 1098 هـ بمدينة قم، ودُفن بمقبرة شيخان في المدينة نفسها.

## مؤلفاته
| - الأربعون حديثاً ودليلاً في إمامة الأئمة الطاهرين. ذكره آغا بزرگ الطهراني قائلاً عنه: ”جمع في الأربعين هذا أربعين دليلا في إثبات الإمامة مبدوئة بفاتحة في خصوص الاخبار المروية في كتب المخالفين بطرقهم في إمامة أمير المؤمنين عليه السلام“. - الحق اليقين في معرفة أصول الدين. - حجة الإسلام في شرح تهذيب الأحكام. هو شرحٌ على كتاب تهذيب الأحكام. - المقالات العالية في بيان الفرقة الناجية. - فرحة الدارين في تحقيق معنى العدالة. - تحفة الأبرار في شرح مؤنس الأبرار. - بهجة الدارين في الجبر والتفويض والأمر بين الأمرين. - حكمة العارفين في رد شبه المخالفين من المتصوفة والمتفلسفين. تعرّض فيه للردّ على البهائي، وملا صدرا، والفيض الكاشاني، كما تعرّض لبعض كلمات ابن عربي، وقال: ”فانظروا أيها المهتدون إلى هؤلاء الكفرة الفجرة وإلى عقول مريديهم ومصدقيهم واشكروا الله على ما هداكم“، وقد جاء على كتابه فيما بعد ردودٌ من بعض المؤلفين. - توضيح المشربين وتنقيح المذهبين. - الجامع في أصول الفقه والدين. | - أصول فصول التوضيح. - البرهان القاطع. - تنبيه الراقدين. - وسيلة النجاة. - سفينة النجاة. - رسالة في العدالة. ذكر الطهراني كتابين للقمي الشيرازي في العدالة الأول بعنوان رسالة في العدالة، والآخر بعنوان مفتاح العدالة، ولم يُذكر هل أنّهما كتابان مختلفان أم أنّهما نفس الكتاب. - رسالة في صلاة الأذكار. - رسالة في السهو والشك. - رسالة في الرضاع. - رسالة في ذم الدنيا. - رسالة في الزكاة. - نور الإيمان في فضائل القرآن. هذا الكتاب باللغة الفارسية. |

## حواشي
- 1 - غير معلومٌ تحديداً تاريخ ولادته غير أنه من مواليد النصف الأول من القرن الحادي عشر الهجري.

### الكتب
- الذريعة إلى تصانيف الشيعة. آغا بزرگ الطهراني، طبع بيروت - لبنان، 1403 هـ / 1983 م، منشورات دار الأضواء.

### إشارات مرجعية
1. ↑  الشيخ محمد طاهر القمي الشيرازي / صاحب الأربعين في إثبات إمامة الأئمة الطاهرين مركز آل البيت العالمي للمعلومات [وصلة مكسورة] نسخة محفوظة 14 فبراير 2015 على موقع واي باك مشين.
2. ↑  
الطهراني، آغا بزرگ. الذريعة إلى تصانيف الشيعة - ج1. ص. 419. مؤرشف من الأصل في 2019-12-17.
3. ↑  
الطهراني، آغا بزرگ. الذريعة إلى تصانيف الشيعة - ج7. ص. 40. مؤرشف من الأصل في 2020-01-09.
4. ↑  
الطهراني، آغا بزرگ. الذريعة إلى تصانيف الشيعة - ج21. ص. 391. مؤرشف من الأصل في 2019-12-17.
5. ↑  
الطهراني، آغا بزرگ. الذريعة إلى تصانيف الشيعة - ج3. ص. 162. مؤرشف من الأصل في 2020-01-09.
6. ↑  
الطهراني، آغا بزرگ. الذريعة إلى تصانيف الشيعة - ج7. ص. 58. مؤرشف من الأصل في 2019-12-17.
7. ↑  
الطهراني، آغا بزرگ. الذريعة إلى تصانيف الشيعة - ج15. ص. 225. مؤرشف من الأصل في 2020-01-09.
8. ↑  
الطهراني، آغا بزرگ. الذريعة إلى تصانيف الشيعة - ج21. ص. 336. مؤرشف من الأصل في 2019-12-17.
9. ↑  
الطهراني، آغا بزرگ. الذريعة إلى تصانيف الشيعة - ج24. ص. 362. مؤرشف من الأصل في 2019-12-15.